# Saint-Boil
Saint-Boil ist eine französische Gemeinde mit 492 Einwohnern (Stand: 1. Januar 2022) im Département Saône-et-Loire in der Region Bourgogne-Franche-Comté (vor 2016 Bourgogne). Die Gemeinde gehört zum Arrondissement Chalon-sur-Saône und zum Kanton Givry (bis 2015 Buxy).

## Lage
Saint-Boil liegt etwa 20 Kilometer südwestlich von Chalon-sur-Saône. Umgeben wird Saint-Boil von den Nachbargemeinden Saules und Chenôves im Norden und Nordwesten, Messey-sur-Grosne im Osten, Santilly im Süden, Saint-Gengoux-le-National im Südwesten sowie Culles-les-Roches im Westen.

## Bevölkerung
| Jahr                       | 1962 | 1968 | 1975 | 1982 | 1990 | 1999 | 2006 | 2011 | 2017 |
| -------------------------- | ---- | ---- | ---- | ---- | ---- | ---- | ---- | ---- | ---- |
| Einwohnerzahl              | 519  | 502  | 439  | 398  | 377  | 406  | 449  | 472  | 491  |
| Quellen: Cassini und INSEE |      |      |      |      |      |      |      |      |      |

## Sehenswürdigkeiten
- Kirche Saint-Baudile aus dem 11. Jahrhundert, Monument historique
- Pfarrhaus
- Domäne von Le Mousseau

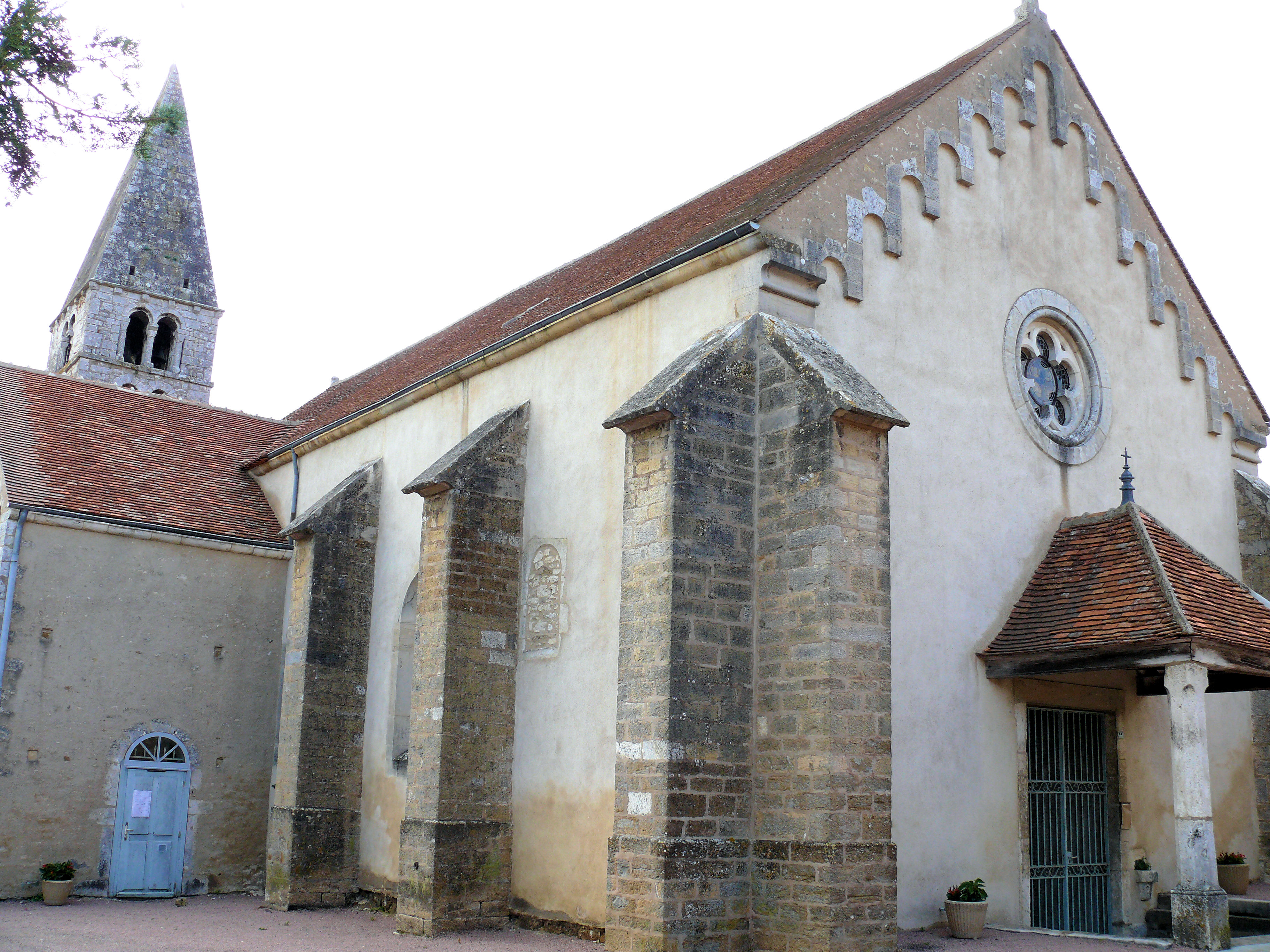
Kirche Saint-Baudile
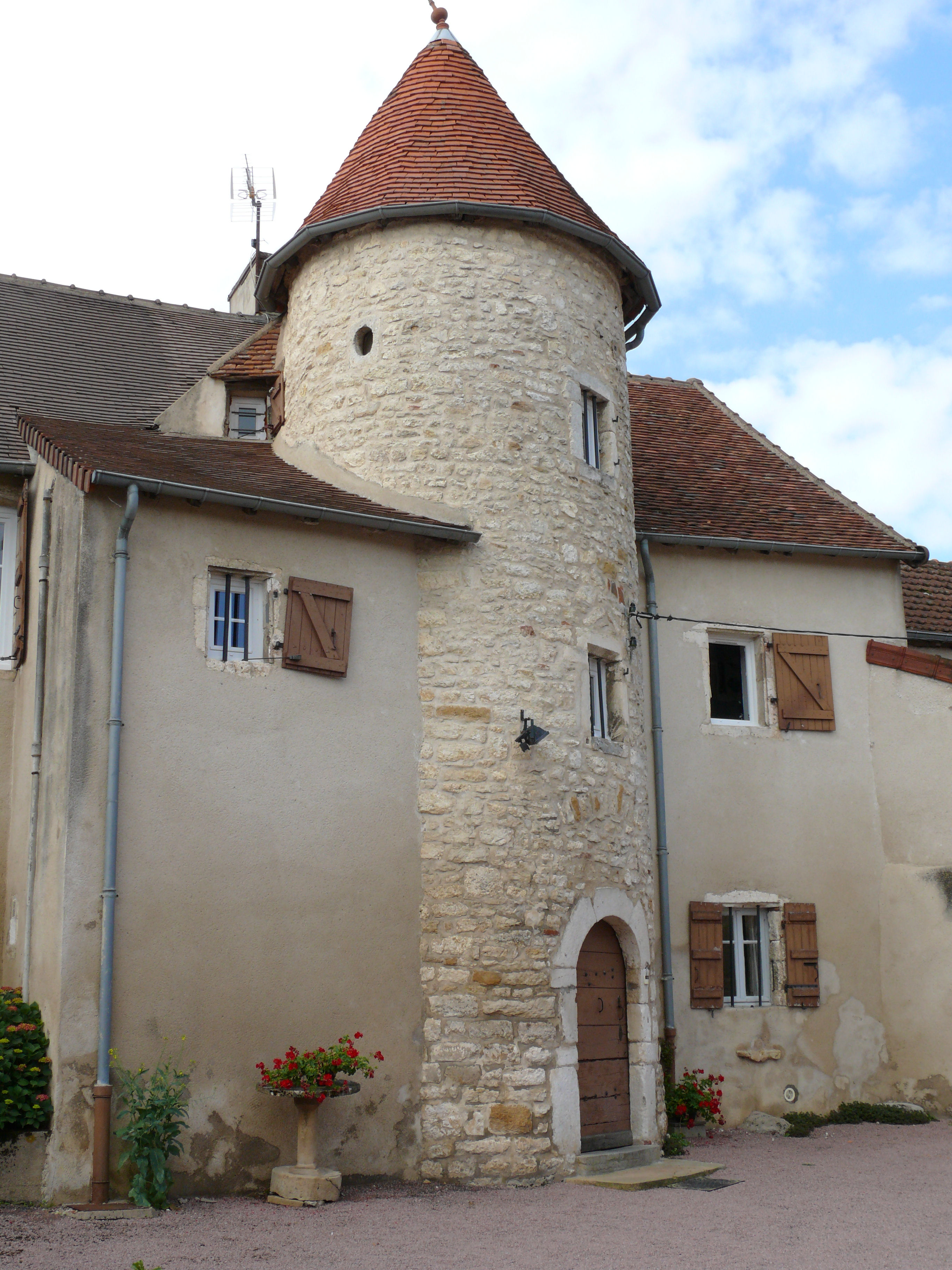
Pfarrhaus